# 河南瓦韦
河南瓦韦（学名：Lepisorus henanensis）为水龙骨科瓦韦属下的一个种。

## 扩展阅读
- 維基物種上的相關：河南瓦韦